# Karel Dominik Řečický
Karel Dominik Řečický, také Carolus Dominicus Rzecziczky (před 1680, Praha – 26. ledna 1734, Praha) byl český šlechtic a prelát Metropolitní kapituly pražské, proslulý dobročinností a ochranou chudých.

## Život
Pocházel z pražského měšťanského rodu Řečických, byl pravděpodobně potomkem protestanta Jiříka Řečického, povýšeného roku 1555 do šlechtického stavu. V arcibiskupském semináři dosáhl vzdělání bakaláře teologie. Nastoupil jako farář v kostele Panny Marie v kolébce (ecclesia Beatae Virginis Ad Cunas) v Praze. Dne 13. července roku 1709 byl zvolen pražským kanovníkem. Dne 22. září roku 1709 byl instalován také kanovníkem staroboleslavským. Dne 30. dubna 1722 byl prohlášen arcijáhnem, 3. září téhož roku děkanem pražského kostela. Z financí Tomáše Jana Pešiny z Čechorodu zadal malíři Janu Ezechielovi Vodňanskému vymalovat freskami sály kapitulní knihovny. Zúčastnil se procesu a 5. října 1729 také kanonizace Jana Nepomuckého. 20. listopadu 1732 byl zvolen proboštem pražské kapituly. Brzy na to byl jmenován apoštolským protonotářem (s titulem Monsignore) a roku 1733 povýšen do českého rytířského stavu. Proslul jako dobrodinec pražské chudiny, zejména v době hladomoru v letech 1713–1714.
Roku 1725 jej ve svých Delineationes portrétoval biskup Jan Rudolf Špork. Založil anniversarium. Byl pohřben v kryptě Metropolitní kapituly svatovítské.